# Giro della Provincia di Reggio Calabria 1973
Il Giro della Provincia di Reggio Calabria 1973, trentaquattresima edizione della corsa, si svolse l'8 aprile 1973 su un percorso di 241 km, con partenza e arrivo a Reggio Calabria. La vittoria fu appannaggio dell'italiano Wladimiro Panizza, che completò il percorso in 6h12'10", alla media di 38,854 km/h, precedendo i connazionali Davide Boifava e Francesco Moser.

## Ordine d'arrivo (Top 10)
| Pos. | Corridore          | Squadra           | Tempo    |
| ---- | ------------------ | ----------------- | -------- |
| 1    | Wladimiro Panizza  | G.B.C.-Sony-Furzi | 6h12'10" |
| 2    | Davide Boifava     | Magniflex         | s.t.     |
| 3    | Francesco Moser    | Filotex           | s.t.     |
| 4    | Roberto Poggiali   | Sammontana        | s.t.     |
| 5    | Giuseppe Perletto  | Zonca             | s.t.     |
| 6    | Josef Fuchs        | Filotex           | s.t.     |
| 7    | Ugo Colombo        | Filotex           | s.t.     |
| 8    | Aldo Parecchini    | Molteni           | a 3'13"  |
| 9    | Italo Zilioli      | Dreherforte       | s.t.     |
| 10   | Giovanni Battaglin | Jollj Ceramica    | s.t.     |